# Þjófafoss
Þjófafoss är ett vattenfall i älven Þjórsá i Suðurland i Island. Det ligger öster om lavafältet Merkurhraun.